# Josche Roverts
Jozina Petronella (Josche) Roverts (Utrecht, 1936 - Gouda, 9 december 2002) was een Nederlands schilder en graficus.

## Biografie
Roverts volgde haar opleiding aan de Utrechtse Academie Artibus. Ze was een leerlinge van Dirkje Kuik. Ze was werkzaam als graficus en schilderes; in dat laatste schilderde ze vooral figuurvoorstellingen en portretten. Ze was lid van het Utrechtse grafische gezelschap De Luis en van Burgvliet in Gouda. In deze laatste plaats was ze werkzaam vanaf 1961 waar ze ook een galerie had onder de naam Josche Roverts.
Roverts was tussen 1961 en 1981 getrouwd met jurist en graficus Henc van Maarseveen (1926-2012); werk van haar is ook bekend onder de naam Josche van Maarseveen-Roverts. 
- Biografisch Portaal: 08000529
- International Standard Name Identifier: 0000 0003 8926 8515
- Nederlandse Thesaurus van Auteursnamen: 242572146
- RKD-Nederlands Instituut voor Kunstgeschiedenis: 68627
- Virtual International Authority File: 282587401
- WorldCat: E39PBJvmGdJD4r3rgxJyFVVjYP